# Concepción Muedra Benedito
Concepción Muedra Benedito –o Concha Muedra– (Valencia, 31 de diciembre de 1902 - Ciudad de México, post-1979) fue una historiadora, archivera y catedrática española, depurada por el franquismo y exiliada en México.

## Formación
Hija de Vicente Muedra, natural de Mislata, y de Concepción Benedito, natural de Valencia, estudió en el instituto Cardenal Cisneros de Madrid, entre 1915 y 1919, año en que obtuvo el Bachillerato. Después se licenció en Filosofía y Letras, Sección de Historia, por la Universidad Central de Madrid.

## Actividad profesional
Trabajó como profesora en el Instituto-Escuela de Madrid durante siete cursos. Desde enero de 1926 fue profesora auxiliar de Historia Medieval en la Facultad de Filosofía y Letras de la Universidad Central de Madrid, en el Instituto de Estudios Medievales que dirigía Claudio Sánchez-Albornoz. Era la primera profesora en aquella facultad, y impartía las asignaturas Instituciones de la Edad Media e Historia Medieval Española, formando parte de los primeros grupos de mujeres que obtenían plazas de docentes en la universidad, en la cual llegaría a ser catedrática. Entretanto ingresaba también en el Cuerpo de Archiveros, Bibliotecarios y Arqueólogos en la oposición de 1930, y compaginaba la tarea docente con el destino en el Archivo Histórico Nacional de Madrid. El 1936 empezó a impartir también la asignatura de Historia Universal Antigua y Media. También en estos años colaboró en la preparación y publicación de los Monumenta Hispaniae Historica.
A comienzos de la Guerra Civil Española era responsable de los Archivos Provinciales del Consejo Central de Archivos, Bibliotecas y Tesoro Artístico (CCABTA), y en verano de 1937 se trasladó a Valencia, destinada al Archivo de la Presidencia del Consejo de Ministros, que también  estaba desplazado por el conflicto.
En 1939, acabada la guerra, por medio de un expediente de depuración, fue separada del servicio activo. Por la Orden del Ministerio de Educación Nacional de 22 de julio de 1939 causó baja definitiva en el escalafón del Cuerpo Facultativo de Archiveros y Bibliotecarios y Arqueólogos. Se exilió entonces en México.

## El exilio en México
Excelente paleógrafa, se instaló en la capital mexicana, donde colaboró con otros bibliotecarios y archiveros en la catalogación de los libros de los siglos XVI y XVII en la Biblioteca Nacional de México. También, junto a Adela Ramon Lligé, José Ignacio Mantecón, Agustín Millares Carló o Juan Vicens de la Llave, tomó parte en el proyecto de formación de la Escuela Nacional de Bibliotecarios y Archivistas de México (ENBA), creada en 1945, donde impartió clases. Además, fue investigadora en el Colegio de México entre 1941 y 1967.
El 1979, residente en Ciudad de México, solicitó y obtuvo acogerse al Decreto 3357/75 del gobierno español, que le permitió reingresar en el Cuerpo Facultativo de Archiveros para jubilarse.

## Obra
- Adiciones al Fuero de Medina del Campo, Anuario de Historia del Derecho Español, 5, 1928 (su tesis doctoral).
- Nuevas Behetrías de León y Galicia y textos para el estudio de la Curia regia leonesa, Anuario de Historia del Derecho Español, 7, 1930.